# Nicolas Ferry

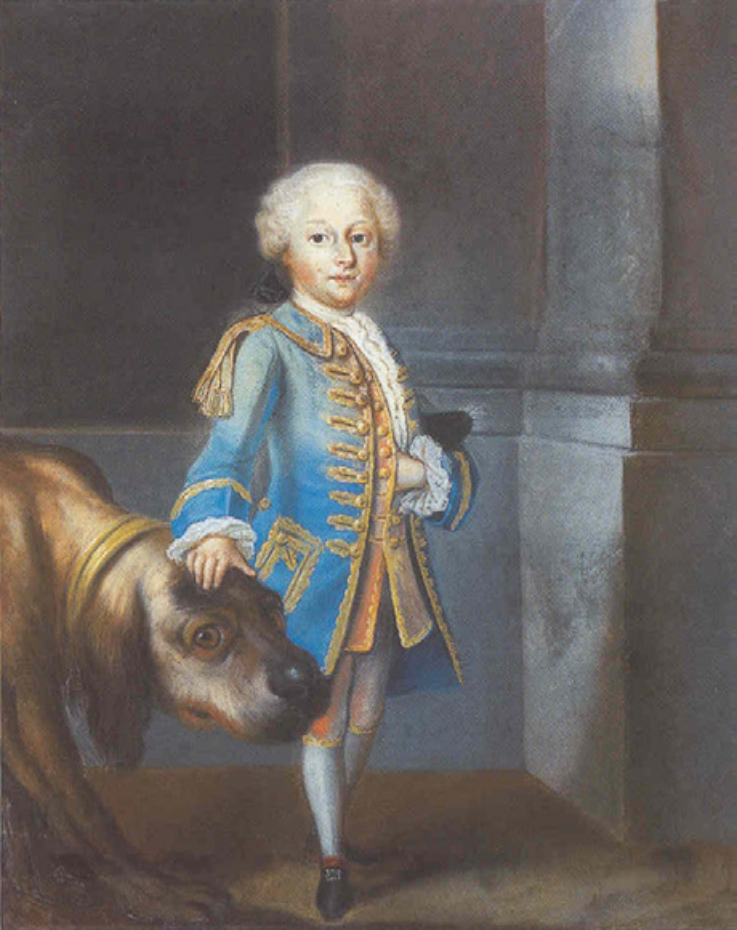
Nicolas Ferry

Nicolas Ferry (* 14. Oktober 1741 in Champenay; † 8. Juni 1764 im Schloss Lunéville) war der Hofzwerg des polnischen Königs Stanislaus I. Leszczyński.

## Leben
Nicolas Ferry war das erste Kind des Landwirts Jean Ferry und seiner Frau Anne Baron. Nach manchen Quellen war er ein Siebenmonatskind, nach anderen voll ausgetragen, als seine Mutter von den Wehen überrascht wurde und ihren Sohn zur Welt brachte, ehe eine Hebamme oder andere Hilfe geholt werden konnte. Nicolas Ferry kam mit einem Geburtsgewicht von 625 Gramm und einer Körperlänge von 21 Zentimetern zur Welt. Sein Überleben wurde zunächst als unmöglich angesehen, doch bemühte sich seine Mutter sehr um den winzigen Sohn: Statt einer Wiege polsterte sie einen großen Holzschuh aus, in dem sie das Kind unterbrachte, und da sein Mund zu klein war, um ihn zu stillen, wurde er mit einer kleinen Flasche aufgezogen. Einen Monat nach seiner Geburt wurde er in der Stadtkirche von Plaine getauft. Seine ersten Worte sprach er mit 18 Monaten; im Alter von zwei Jahren konnte er gehen.
Das winzige Kind – seine ersten Schuhe waren vier Zentimeter lang – erregte natürlich Aufsehen. 1746 besuchten einige Damen vom Hofe des polnischen Königs Stanislaus I. Leszczyński, der auch über die Herzogtümer Lothringen und Bar gebot, die Familie Ferry. Sie waren fasziniert von dem winzigen Nicolas und berichteten dem König über das Kind, woraufhin Stanislaus im Juli desselben Jahres einen seiner Ärzte, Monsieur Kast, den Knaben untersuchen ließ. Zu diesem Zeitpunkt war Nicolas Ferry ungefähr 60 Zentimeter groß und wog etwas mehr als fünf Kilo. Kast stellte fest, dass der Junge wohlproportioniert war. Er hatte dunkelbraune Augen, hellblondes Haar, eine schrille Stimme und eine große, gebogene Nase. Kast ging davon aus, dass Nicolas Ferry nicht mehr weiter wachsen würde – tatsächlich erreichte er jedoch später eine Größe von 89 Zentimetern.
Stanislaus war von dem Bericht Kasts so angetan, dass er Jean Ferry auftrug, das Kind unverzüglich in sein Schloss Lunéville zu bringen. Nicolas’ Vater befolgte diesen Befehl und lieferte seinen Sohn beim König ab, der ihm vorschlug, Nicolas am Hof zu behalten und zu erziehen. 15 Tage später besuchte Nicolas’ Mutter ihn dort noch einmal, um Abschied zu nehmen. Der kleine Junge schien sie zunächst nicht zu erkennen, weinte aber bitterlich, als sie verschwand. Stanislaus, der den Jungen jetzt als sein persönliches Eigentum ansah, schenkte ihn 1747 der Königin Katharina Opalińska zum Geburtstag. Diese gab ihm den Namen „Bébé“, der ihn von nun an begleiten sollte, und verschenkte ihn noch im selben Jahr, auf dem Sterbebett liegend, an ihre Cousine, die Prinzessin de Talmont. Die neue Besitzerin drängte darauf, dem Kind die versprochene gute Ausbildung zu geben. In den nachfolgenden Jahren bemühten sich zahlreiche Pädagogen, Nicolas Ferry etwas beizubringen, jedoch mit geringem Erfolg. Der Knabe sprach schließlich einigermaßen gewandt Französisch und konnte tanzen, war aber nicht in der Lage, einen einzigen Buchstaben zu lesen oder zu schreiben oder ein Instrument zu spielen, obwohl er Musik liebte und gern auf einer kleinen Trommel den Takt schlug. 
Der König ließ ihm außerdem zahlreiche Kleidungsstücke schneidern und ein mehrzimmeriges kleines Haus sowie einen Wagen bauen, der von vier Ziegen gezogen wurde. In das Haus, das in einem Saal des Schlosses stand, zog sich Nicolas Ferry jeweils schmollend zurück, wenn er sich beleidigt fühlte – was den König im höchsten Maß amüsierte. Ferry genoss am Hof überhaupt Narrenfreiheit, und seine Streiche waren gefürchtet. Auch, als er aus Eifersucht ein Schoßhündchen der Prinzessin de Talmont aus dem Fenster warf, wurde er nicht bestraft. 

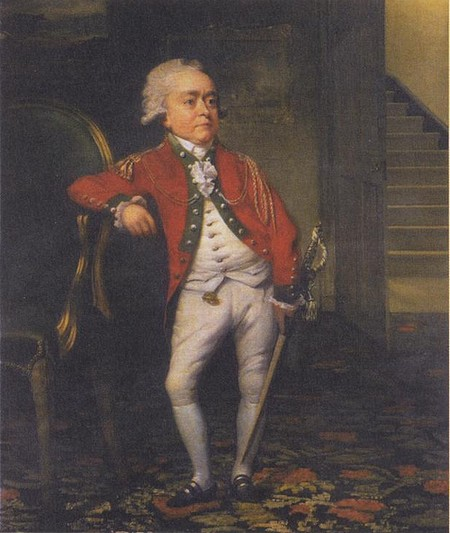
Der Rivale Józef Boruwłaski

1759 endete jedoch diese ungebrochene Herrschaft Ferrys im Schloss Lunéville: Die Fürstin Humiecka brachte den Polen Józef Boruwłaski an Stanislaus’ Hof. Boruwłaski war nicht nur kleiner als Ferry, sondern außerdem auch noch intelligent und witzig. Er erhielt den Kosenamen „Joujou“ und lief Ferry schnell den Rang ab. Schließlich eskalierte die Situation: Nicolas Ferry versuchte, seinen Konkurrenten in ein Kaminfeuer zu zerren. Boruwłaskis Hilfeschreie riefen jedoch den König herbei, ehe Ferry den Rivalen umbringen konnte, und zum ersten Mal in seinem Leben wurde er mit Schlägen bestraft. Dies stellte einen solchen Schock für ihn dar, dass er für mehrere Tage die Sprache verlor. Boruwłaski legte übrigens keinen Wert darauf, Ferrys Stelle an Stanislaus’ Hof einzunehmen. Er verließ das Schloss Lunéville bald wieder und zog weiter nach Paris, und Ferry rückte wieder in die schon verloren geglaubte Position ein.
Das Intermezzo mit Boruwłaski veranlasste verschiedene Mediziner und Wissenschaftler, die beiden Hofzwerge miteinander zu vergleichen bzw. Ferry näher zu untersuchen. Der Arzt Saveur Morand machte ihn zum Gegenstand einer Vorlesung vor der Akademie der Wissenschaften, und der Edelmann Louis-Élisabeth de la Vergne de Tressan verfasste eine Schrift, in der er den Geisteszustand Ferrys dem Boruwłaskis gegenüberstellte. Das Resultat war vernichtend für Ferry und wurde diesem roherweise unverblümt vorgelesen. Dies führte zu einem solchen Verzweiflungsausbruch, dass die Prinzessin de Talmont eine Art Gegendarstellung zum Schutz und zur Verteidigung ihres Bébé verfasste.

## Krankheit und Tod
Im Alter von 16 Jahren begann Nicolas Ferry eine erschreckende Veränderung durchzumachen. Er bekam nach und nach einen Buckel, war unsicher auf den Beinen und verlor seine Zähne. Sein Gesicht magerte so ab, dass seine große Nase einem Vogelschnabel glich. Denis Diderot, der Ferry zu sehen bekam, als dieser 19 Jahre alt war, war entsetzt über diesen Alterungsprozess. Der Hofarzt Kasten Rönnow und andere Mediziner wurden mit dem Fall betraut. Sie schrieben die Schuld an Ferrys Verfall den Einflüssen der Pubertät und seinen sexuellen Exzessen zu. Zweimal hatte man versucht, Ferry zu verheiraten. Beim ersten Mal hatte man eine normalwüchsige junge Frau für ihn ausgesucht, deren Eltern sich aber der Eheschließung widersetzten. Beim zweiten Mal war die ebenfalls kleinwüchsige Thérèse Souvray als Ehefrau für Ferry vorgesehen, die zunächst nicht abgeneigt war, den wohlhabenden Hofzwerg zum Mann zu nehmen, nach der ersten persönlichen Begegnung aber davon Abstand nahm. Zwar wurde Ferrys Erkrankung von manchen Personen als Reaktion auf diese Abweisung angesehen, doch im Jahr der geplanten Eheschließung, 1761, waren die Symptome schon nicht mehr zu übersehen. 1762 verschlechterte sich sein Zustand so sehr, dass er bettlägerig und inkontinent wurde. Die Ärzte wussten nach wie vor keinen Rat. Ferry erlebte noch einmal eine Phase der Besserung, nachdem er aber im Mai 1764 an einer Erkältung erkrankt war, hielten seine Kräfte nicht mehr stand. Er beichtete am 5. Juni bei einem Hofkaplan, erhielt die Letzte Ölung und starb am Morgen des 8. Juni 1764.

## Nach dem Tod

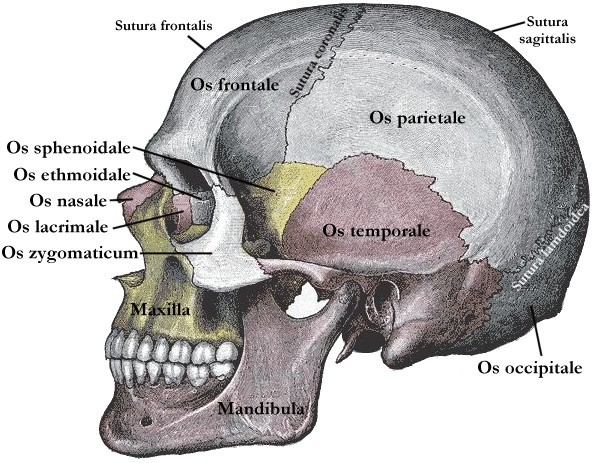
Das Scheitelbein ist mit „Os parietale“ bezeichnet.

König Stanislaus beweinte seinen toten Hofzwerg bitterlich und war zunächst nicht zu einer Obduktion bereit, konnte aber schließlich doch dazu überredet werden, den Körper Ferrys im Dienste der Wissenschaft dafür freizugeben. Als Gegenleistung versprach man ihm, das Skelett Ferrys zu präparieren und zusammenzumontieren. Kasten Rönnow nahm zusammen mit den französischen Ärzten Perret und Saucerotte die Autopsie vor und der Comte de Tressan, der Ferrys Geisteszustand einst so wenig wohlwollend beurteilt hatte, schaute zu. Die Ärzte stellten fest, dass Ferrys innere Organe und seine Genitalien keine Schäden aufwiesen, sein Skelett aber von der Skoliose gezeichnet war. Über den offiziellen Autopsiebericht hinausgehend, berichtete Saucerotte 1768, dass zwischen den beiden Teilen des Scheitelbeins ein schwammartiger Tumor gefunden wurde, der direkt aufs Gehirn Ferrys gedrückt haben musste. 
Rönnow kochte nach der Autopsie gemäß seinem Versprechen Ferrys Skelett, montierte es dann aber nicht zusammen, sondern übergab es dem König in einer Schachtel, die in der Bibliothek des Schlosses aufbewahrt wurde. Der Rest des Körpers wurde in der Église des Minimes in Lunéville bestattet. Das Mausoleum mit der geschmückten Urne trug eine lateinische Inschrift, in der als Todestag Ferrys der 9. Juni angegeben wurde. 
Stanislaus kam offenbar nicht mehr dazu, die Montage des Skeletts anzumahnen: Zwei Jahre nach dem Tod seines Hofzwergs fingen die Kleider des Königs Feuer, als er sich vor dem Kamin seines Schlafzimmers wärmte. Da dem Türwächter strikt aufgetragen worden war, niemanden in das Zimmer einzulassen, wehrte dieser mit Waffengewalt alle Personen ab, die auf die Hilfeschreie Stanislaus’ hin herbeieilten. Als er schließlich überwältigt war, kam für den König jede Hilfe zu spät. 
Nach Stanislaus’ Tod gelangte Ferrys Skelett in das Cabinet du Roi in Paris. Dort wurde es von Georges-Louis Buffon untersucht. Dieser diagnostizierte neben der bekannten Skoliose und Zahnlosigkeit auch Genua valga und Osteoarthritis. Außerdem stellte er fest, dass das Skelett gar nicht mehr vollständig war: Es fehlten zwei Rippen und etliche Handknochen Ferrys. Beim Montieren des Skeletts musste Buffon sich also aus dem Fundus des Cabinets bedienen und Kinderknochen verwenden.

## Diagnosen
Ferrys Minderwuchs sowie sein früher Alterungsprozess und Tod beschäftigte die Mediziner immer wieder. Dr. Virey stellte im 19. Jahrhundert die Theorie auf, er habe unter Rachitis und außerdem unter einer fötalen Krankheit gelitten, die der Arzt nicht weiter eingrenzte. Andere Ärzte glaubten, dass die Plazenta seiner Mutter das werdende Kind nicht richtig ernähren konnte. Madame Ferry brachte aber nach Nicolas noch weitere Kinder zur Welt, die gesund und normal entwickelt waren. 1890 kam die Theorie auf, Nicolas Ferry sei ein Opfer angeborener Syphilis gewesen. Dagegen spricht aber der Befund bei der Autopsie sowie der gute Gesundheitszustand aller anderen Mitglieder der Familie Ferry. 1897 ging L. Manouvrier wieder auf die Schäden an den Scheitelbeinknochen Ferrys ein, die schon Saucerotte erwähnt hatte, kam aber zu keinem abschließenden Ergebnis. 1911 widersprach Sir Hastings Gilford den alten Diagnosen und vermutete, es könne sich um einen Fall von Ateleiosis gehandelt haben. Später baute Helmut Paul George Seckel auf dieser Theorie auf und beschrieb das Krankheitsbild, auch am Fall Ferrys, ausführlich. Es wird heute nach dem Autor als Seckel-Syndrom bezeichnet. Nach Jan Bondeson ist allerdings der frühe und rapide Alterungsprozess Ferrys nicht unbedingt typisch für das Seckel-Syndrom. Bondeson nimmt an, dass Ferry an einer Variante von Progerie litt.

## Spuren Ferrys
Die Église des Minimes wurde während der Französischen Revolution zerstört, doch das Mausoleum mit den sterblichen Überresten Ferrys konnte gerettet werden. Es befindet sich heute im Musée du Château du Lunéville. Das Skelett kam später ins Musée d’Histoire Naturelle in Paris und wird inzwischen im Musée de l’Homme aufbewahrt. Kleider Ferrys gelangten unter anderem ins Musée d'Unterlinden, ins Musée de Lunéville und in die Benediktinerabtei von Senones, seine Trinkgarnitur ins Musée d'Amiens und sein Ziegenwagen in die Bestände eines privaten Sammlers. Später wurde dieser Wagen als Spielzeug in einer Patrizierfamilie von Lunéville verwendet, und als er schließlich nicht mehr dekorativ genug war, wurde er an einen armen Mann verkauft, der damit Gemüse transportierte. Danach verlor sich seine Spur.
In vielen Sammlungen Europas befinden sich Nachbildungen Nicolas Ferrys und Ölgemälde, die ihn zeigen. Eine Porzellanfigur, die bald nach Ferrys Übersiedlung an Stanislaus’ Hof geschaffen wurde und ihn in einer Husarenuniform zeigte, fiel im Jahr 2003 einem Brand zum Opfer. Eine wächserne Nachbildung wurde in Ferrys 19. Lebensjahr für die Vorlesungen vor der Akademie der Wissenschaften von einem Monsieur Jeanet aus Lunéville hergestellt und befindet sich heute im Musée Orfila in Paris, eine andere stammte von François Guillot, der in Nancy arbeitete, und eine weitere wurde wohl nach dem Tod Ferrys im Cabinet du Roi angefertigt. Heute kann man Nachbildungen Ferrys auch im Schloss Drottningholm in Schweden, im Hessischen Landesmuseum in Kassel, im Herzog Anton Ulrich-Museum in Braunschweig, im Musée Historique Lorraine in Nancy und im Musée Municipal im Schloss Lunéville besichtigen. 
Die Band Ange hat ein Lied mit dem Titel „Le nain de Stanislaus“ aufgenommen, das im Album „Émile Jacotey“ veröffentlicht wurde.